# Vivières
Vivières est une commune française située dans le département de l'Aisne, en région Hauts-de-France.

## Géographie

### Communes limitrophes
| - Entrée de Vivières. |

Vivières est située à 5 km au nord-est de Haramont. Les autres communes avoisinantes sont Taillefontaine, Mortefontaine, Soucy et Puiseux-en-Retz. Villers-Cotterêts, chef-lieu du canton, se trouve à 6 km. 
La commune de Vivières appartient au zone d'emploi Roissy - Sud Picardie qui fait elle-même partie de l'espace urbain Grand Bassin Parisien.

### Hydrographie
La commune est située dans le bassin Seine-Normandie. Elle est drainée par le ru de Vandy et le cours d'eau 01 de Marival,,.
Le ru de Vandy, d'une longueur de 16 km, prend sa source dans la commune et se jette  dans l'Aisne à Cuise-la-Motte, après avoir traversé sept communes.

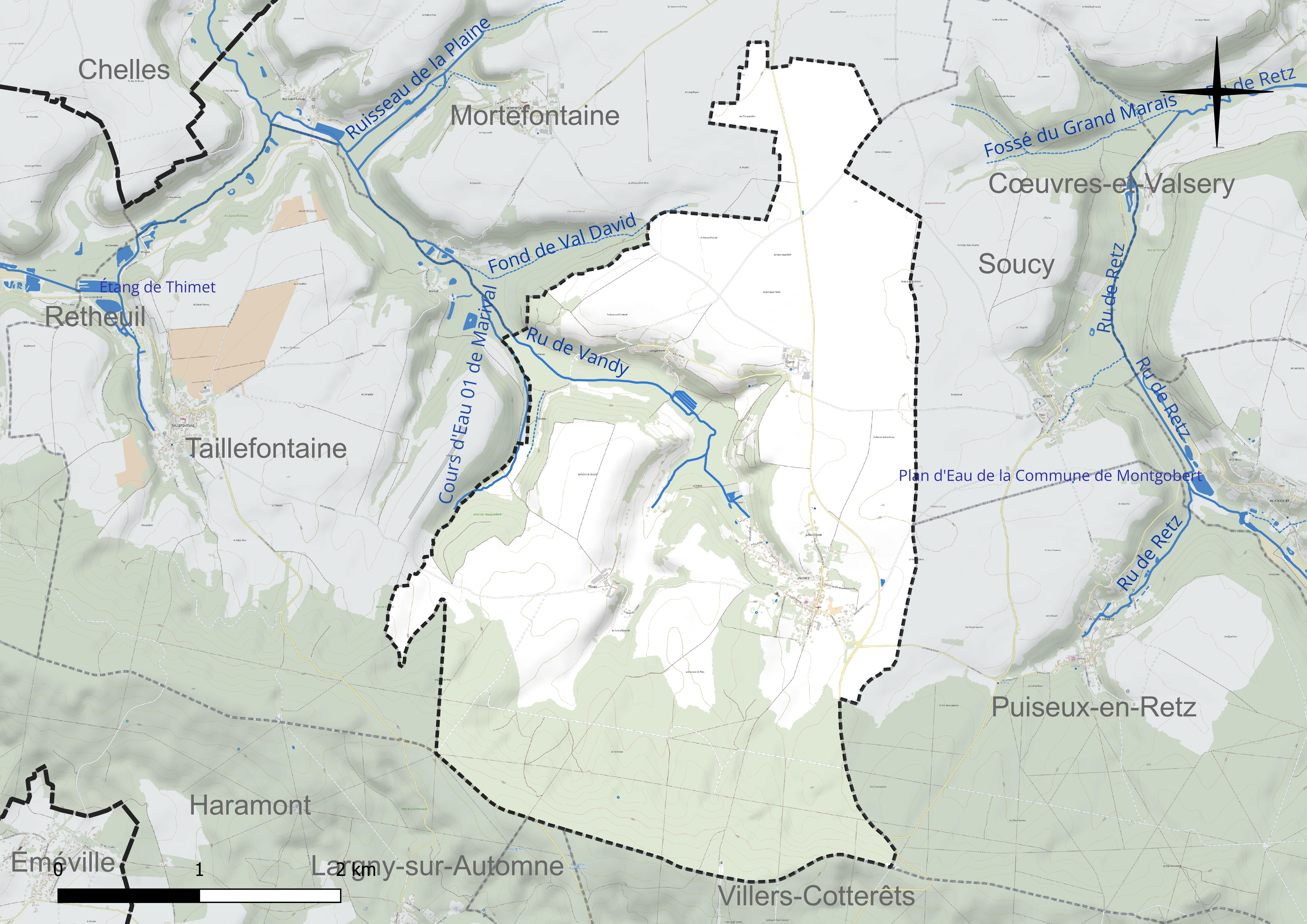
Réseau hydrographique de Vivières.

### Climat
Pour des articles plus généraux, voir Climat des Hauts-de-France et Climat de l'Aisne.
En 2010, le climat de la commune est de type climat océanique dégradé des plaines du Centre et du Nord, selon une étude du CNRS s'appuyant sur une série de données couvrant la période 1971-2000. En 2020, Météo-France publie une typologie des climats de la France métropolitaine dans laquelle la commune est exposée à un climat océanique altéré et est dans la région climatique Nord-est du bassin Parisien, caractérisée par un ensoleillement médiocre, une pluviométrie moyenne régulièrement répartie au cours de l'année et un hiver froid (3 °C).
Pour la période 1971-2000, la température annuelle moyenne est de 10,5 °C, avec une amplitude thermique annuelle de 15,1 °C. Le cumul annuel moyen de précipitations est de 738 mm, avec 11,6 jours de précipitations en janvier et 8,9 jours en juillet. Pour la période 1991-2020, la température moyenne annuelle observée sur la station météorologique la plus proche, située sur la commune de Margny-lès-Compiègne à 25 km à vol d'oiseau, est de 11,2 °C et le cumul annuel moyen de précipitations est de 633,5 mm,. Pour l'avenir, les paramètres climatiques de la commune estimés pour 2050 selon différents scénarios d'émission de gaz à effet de serre sont consultables sur un site dédié publié par Météo-France en novembre 2022.

## Urbanisme

### Typologie
Au 1er janvier 2024, Vivières est catégorisée commune rurale à habitat dispersé, selon la nouvelle grille communale de densité à 7 niveaux définie par l'Insee en 2022.
Elle est située hors unité urbaine. Par ailleurs la commune fait partie de l'aire d'attraction de Paris, dont elle est une commune de la couronne,.

### Occupation des sols
L'occupation des sols de la commune, telle qu'elle ressort de la base de données européenne d'occupation biophysique des sols Corine Land Cover (CLC), est marquée par l'importance des territoires agricoles (59,3 % en 2018), une proportion identique à celle de 1990 (59,3 %). La répartition détaillée en 2018 est la suivante : 
terres arables (51,2 %), forêts (38 %), prairies (8,1 %), zones urbanisées (2,7 %).
L'évolution de l'occupation des sols de la commune et de ses infrastructures peut être observée sur les différentes représentations cartographiques du territoire : la carte de Cassini (XVIIIe siècle), la carte d'état-major (1820-1866) et les cartes ou photos aériennes de l'IGN pour la période actuelle (1950 à aujourd'hui).

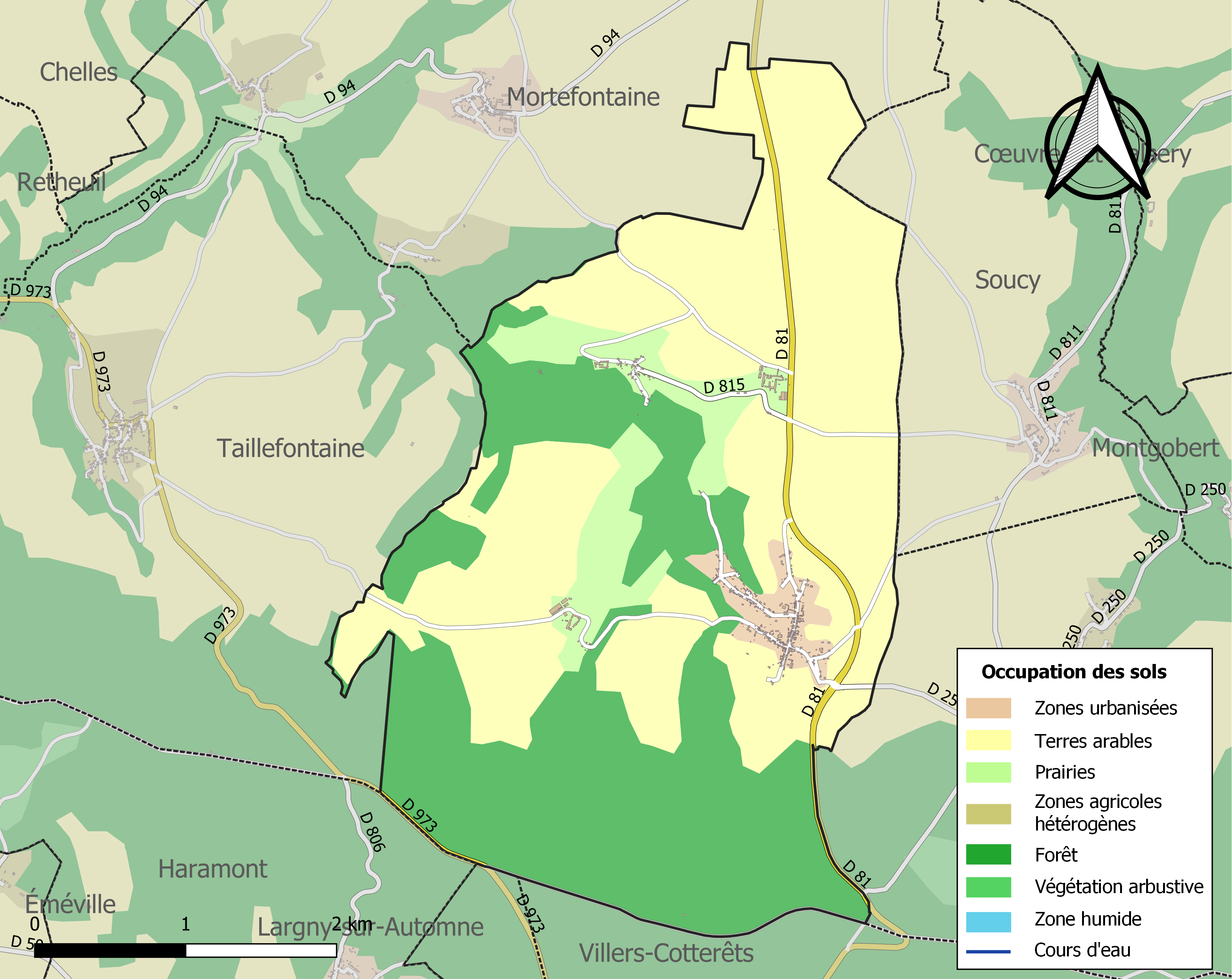
Carte de l'occupation des sols de la commune en 2018 (CLC).

## Toponymie
Le nom de la localité est attesté sous les formes Sancta-Maria-de-Vivariis (1141) ; Vivaria (1215) ; Vivarium (1238) ; Vivers (1273) ; Vivarie (1293) ; Vivyers (1577).
Du latin vivarium (« vivier »). Comme fréquemment le terme latin vivarium qui est du genre neutre et qui a donc un pluriel vivaria a vu sa forme plurielle comprise ou/et traitée comme un mot féminin. Ce vivaria s'il a été traité comme un mot féminin avait donc un accusatif pluriel vivarias qui engendre naturellement l'orthographe moderne Vivières avec ce -S final symptomatique des hydronymes.
 
Dans le bas de Vivières, appelée « la vallée », se trouvent des sources abondantes. Il a pu y avoir par le passé une quantité d'eau encore plus importante permettant de former des étangs pour élever des poissons.

## Histoire
Des fouilles faites, il y a quelques années, pour tirer les pierres nécessaires à l'entretien des routes, ont mis par hasard à jour au sommet de la route du Faîte et sur les deux versants, des tuiles à rebord et des tuiles creuses (imbrices et tegula), des monnaies romaines en bronze en grande quantité (28 kg) des empereurs Maximus, Tétricus, Posthumus et autres ; des ustensiles, des vases, des débris de poteries de toutes sortes et les fondations d'un certain nombre d'habitations. Deux meules de moulins à bras, mola manuaria ou trusatilis, ont été recueillies depuis. […]

Ce sont là des témoins irrécusables prouvant le séjour des Romains. Ces fondations s'étendent sur une longueur de 500 mètres. On voit des tuiles près de la butte appelée Tour Réaumont et tout le long de la route du Faîte jusqu'auprès de la Croix-Morel. Cette agglomération d'habitants a conservé le nom de Houssoye et c'est sans doute ce nom qu'on lui a donné à l'origine. […]
Plusieurs habitants du Houssoye ayant trouvé, dans le voisinage, un étang dans lequel abondait le poisson (ce qu'on appelle communément un vivier), ils construisirent auprès leurs maisons. Ce furent d'abord quelques chaumières éparses que l'on désigna sous le nom de Vivarium, le Vivier. Le Vivier était une dépendance de la colonie du Houssoye.
Plus tard, lors de l'invasion franque, les habitants de la colonie ne se trouvant plus en sûreté sur la hauteur et redoutant les approches des vainqueurs – ou peut-être repoussés par eux – allèrent grossir le hameau du Vivier.
Le seigneur du lieu, satisfait de ce surcroît de population et voulant en augmenter encore le nombre, fit construire un château fort pour protéger ses serfs et ses vassaux. On ne sait pas en quel endroit s'élevait ce château, ni quelle en était l'importance. On sait seulement qu'il existait bien avant le IXe siècle.
À cette époque, on ne parlait que des Normands ; ils commençaient leurs incursions dévastatrices et leurs noms seuls terrifiaient les paysans.
La terre du Vivier dépendait du domaine de La Ferté-sur-Ourcq (La Ferté-Milon). En 845, Hémogalde, seigneur de ce pays, en fit réparer et augmenter les fortifications pour se mettre à l'abri des barbares. […]
Pendant longtemps, les gouverneurs de la Ferté furent aussi seigneurs châtelains (Dominus) de Vivières. Seuls les noms de deux de ces seigneurs sont parvenus jusqu'à nous. L'un se nommait Hugues le Blanc ; il prenait le titre de châtelain de La Ferté-Milon et Vivières et mourut après 1121. L'autre était Hugues Soibers de Laon, qui vivait en 1250. Ils étaient chargés de la défense du fort, y résidaient et en avaient le commandement.
Vivières devint une bourgade importante, tant à cause du fort et des établissements religieux qui s'y fondèrent dans la suite, que des reliques de sainte Clotilde qui attiraient toujours un grand nombre de pèlerins.
Un prévôt particulier y résidait et il étendit sa juridiction sur les petites localités d'alentour : Villers-Saint-Georges (Villers-Cotterêts), Pisseleux, le fief de Noue, Dampleux, etc. […] En 1126, Hugues le Blanc établit les religieux prémontrés à Vivières.
À droite de l'église se trouvait dans une cour les vestiges d'une tour, reste du château fortifié par Philippe d'Alsace en 1174, c'est aussi là que vint Philippe-Auguste pour présider l'assemblée qui délimitait en 1215 les bois du Soissonnais et du Valois.

## Politique et administration

### Découpage territorial
La commune de Vivières est membre de la communauté de communes Retz-en-Valois, un établissement public de coopération intercommunale (EPCI) à fiscalité propre créé le 1er janvier 2017 dont le siège est à Villers-Cotterêts. Ce dernier est par ailleurs membre d'autres groupements intercommunaux.
Sur le plan administratif, elle est rattachée à l'arrondissement de Soissons, au département de l'Aisne et à la région Hauts-de-France. Sur le plan électoral, elle dépend du  canton de Villers-Cotterêts pour l'élection des conseillers départementaux, depuis le redécoupage cantonal de 2014 entré en vigueur en 2015, et de la cinquième circonscription de l'Aisne  pour les élections législatives, depuis le dernier découpage électoral de 2010.

### Administration municipale
| Période                                  | Période                    | Identité           | Étiquette | Qualité        |
| ---------------------------------------- | -------------------------- | ------------------ | --------- | -------------- |
| Les données manquantes sont à compléter. |                            |                    |           |                |
| mars 2001                                | 2004                       | Francis Hermand    |           | Premier mandat |
| 2004                                     | mars 2014                  | André Pommier      |           |                |
| mars 2014                                | mai 2020                   | Christophe Stanley | DVG       | Cadre          |
| mai 2020                                 | En cours (au 20 juin 2020) | Francis Hermand    |           | Second mandat  |

## Population et société

### Démographie
L'évolution du nombre d'habitants est connue à travers les recensements de la population effectués dans la commune depuis 1793. Pour les communes de moins de 10 000 habitants, une enquête de recensement portant sur toute la population est réalisée tous les cinq ans, les populations de référence des années intermédiaires étant quant à elles estimées par interpolation ou extrapolation. Pour la commune, le premier recensement exhaustif entrant dans le cadre du nouveau dispositif a été réalisé en 2006.

En 2022, la commune comptait 409 habitants, en évolution de +3,28 % par rapport à 2016 (Aisne : −1,97 %, France hors Mayotte : +2,11 %).
| 1793 | 1800 | 1806 | 1821 | 1831 | 1836 | 1841 | 1846 | 1851 |
| ---- | ---- | ---- | ---- | ---- | ---- | ---- | ---- | ---- |
| 614  | 548  | 536  | 610  | 636  | 642  | 620  | 607  | 586  |

| 1856 | 1861 | 1866 | 1872 | 1876 | 1881 | 1886 | 1891 | 1896 |
| ---- | ---- | ---- | ---- | ---- | ---- | ---- | ---- | ---- |
| 587  | 580  | 547  | 546  | 512  | 503  | 466  | 510  | 527  |

| 1901 | 1906 | 1911 | 1921 | 1926 | 1931 | 1936 | 1946 | 1954 |
| ---- | ---- | ---- | ---- | ---- | ---- | ---- | ---- | ---- |
| 512  | 452  | 476  | 430  | 461  | 441  | 495  | 487  | 414  |

| 1962 | 1968 | 1975 | 1982 | 1990 | 1999 | 2006 | 2011 | 2016 |
| ---- | ---- | ---- | ---- | ---- | ---- | ---- | ---- | ---- |
| 356  | 372  | 360  | 313  | 337  | 385  | 394  | 407  | 396  |

| 2021 | 2022 | - | - | - | - | - | - | - |
| ---- | ---- | - | - | - | - | - | - | - |
| 403  | 409  | - | - | - | - | - | - | - |

### Enseignement
Une école primaire publique, école maternelle et élémentaire, au 10, rue du Château.

## Culture locale et patrimoine

### Lieux et monuments
- Ferme de l'Épine (XIIIe siècle, propriété privée).

Elle avait comme nom Spinaen 1229 puis L'Espine en 1688. Elle se situe entre Vivières et Longueavesne. Ferme défrichée par le Lètes germain, elle a appartenu aux comtes de Valois puis au roi de France, elle a appartenu au Temple jusqu'en 1307, Les frères qui y furent arrêtés furent conduits à Senlis et un frère Drogon de Vivières figure aux minutes du procès de 1310. Ensuite elle relevait de l'abbaye prémontrée de Valsery. Des bâtiments sont construits au XIIIe siècle ou au XIVe siècle (des caves voûtées subsistent sous l'actuel logis). Elle est détruite par les huguenots vers 1592, puis réédifiée entre 1680 et 1683 (datation par archives). Elle est vendue comme bien national et achetée par le citoyen Laurent-Antoine Lavoisier le 12 février 1792. Elle fut revendue en 1852 à M. Gilles puis à M. Boulingre en 1854. Plusieurs bâtiments agricoles sont reconstruits ou modifiés au XIXe siècle après 1835 ou au XXe siècle : modification de l'aile nord qui porte la date de 1889, de l'aile est et l'aile sud. Construction du hangar sud, accroissement du logis et extension de la ferme vers l'est (source : base Mérimée).
- Château de Mazancourt (XVIe siècle, propriété privée).

Édifice du XVIe siècle complètement refait au XVIIe siècle, à l'exception d'une tourelle conservée. Colombier édifié en 1721. Les remises et granges dateraient de 1794. L'aile nord des bâtiments agricoles et une demeure à l'est du château auraient été détruites après 1835. Au début du XXe siècle, les propriétaires, dont Henri Bataille, apportent des modifications ; édification dans le parc d'une étable en forme de hutte, destinée à des lamas, et une fabrique de jardin consistant en 28 colonnes toscanes en brique masquée par un enduit. De 1930 à 1960, le château est utilisé comme ferme. A appartenu à la famille de Mazancourt jusqu'à la Révolution où il a été vendu comme bien national (source : base Mérimée).
- Église paroissiale Sainte-Clotilde-de-l'Assomption (XVIe siècle).

Église construite au XIIe siècle ; il en subsiste la base du clocher qui sert de sacristie ; elle est transformée au XVIe siècle ; dans la 1re moitié du XIXe siècle, son intérieur est totalement restauré et les fenêtres sont agrandies ; elle reçoit alors une nouvelle façade et un portique néo-classique ; elle porte depuis peu le vocable de l'Assomption (source : base Mérimée). Dans l'église se trouvent les reliques de Sainte Clotilde. La fête locale de Sainte-Clotilde (3 juin) est célébrée depuis des siècles dans la paroisse de Vivières. Depuis 1947 y est ajouté un pèlerinage national des dévots de sainte Clotilde venus de toute la France. Le pèlerinage national de Vivières a lieu chaque année l'avant dernier dimanche de juin, il est organisé et animé spirituellement par la confrérie Sainte-Clotilde.
- La chapelle-fontaine Sainte-Clotilde : un oratoire Sainte-Clotilde, situé en lisière de la forêt et une source Sainte-Clotilde, située dans la vallée en contrebas de la source. On rejoint la chapelle par la rue de la Vallée ou par un chemin de terre qui débute à hauteur d'une croix dans la rue du Château.
- Rue du château, face à cette croix, se trouve un autre petit patrimoine historique : un mur épais. C'est là où la Compagnie de tir à la carabine, fondée vers la fin du XIXe siècle, faisait ses exercices de tir.

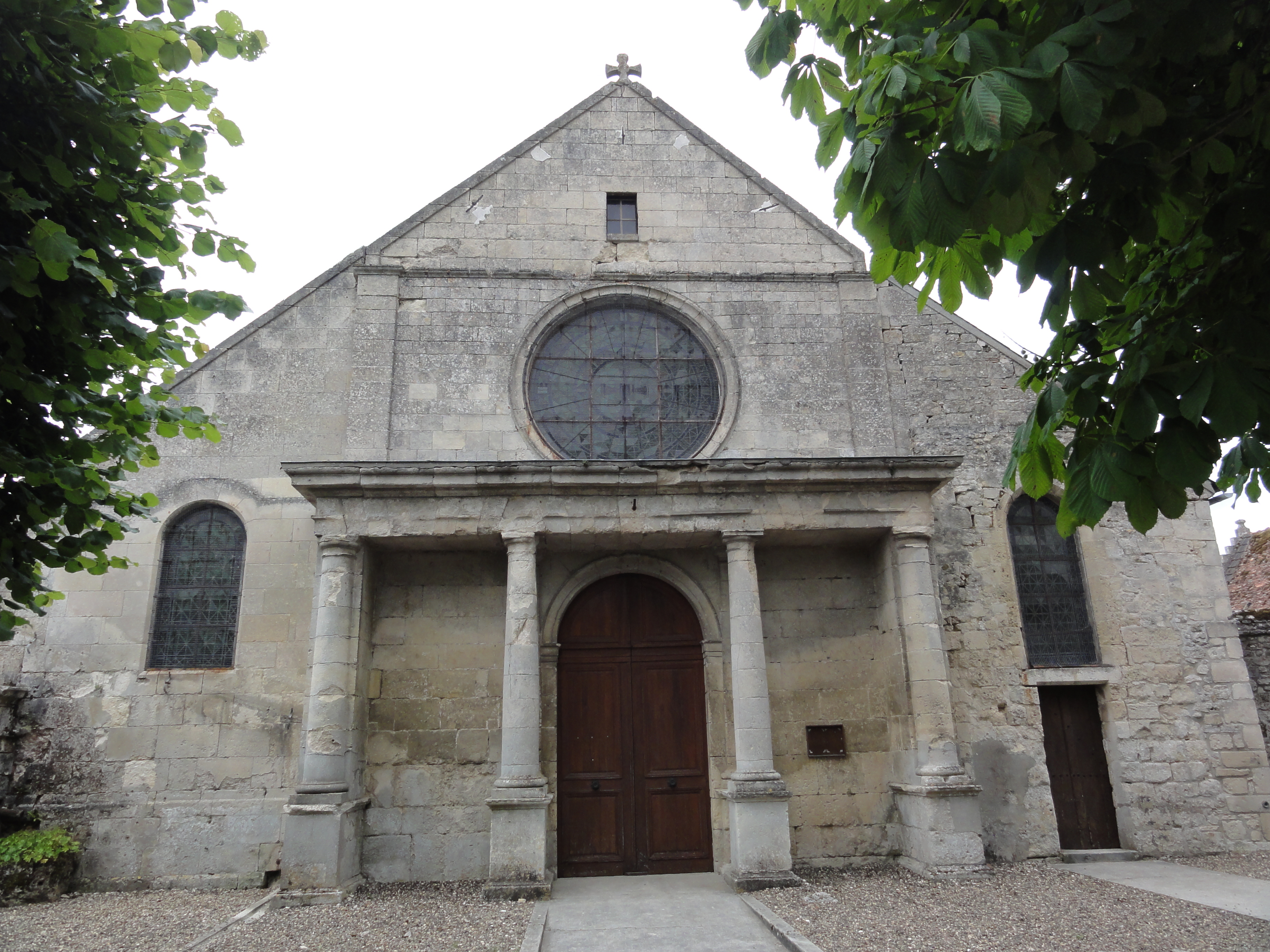
Église Sainte-Clotilde, façade d'entrée.
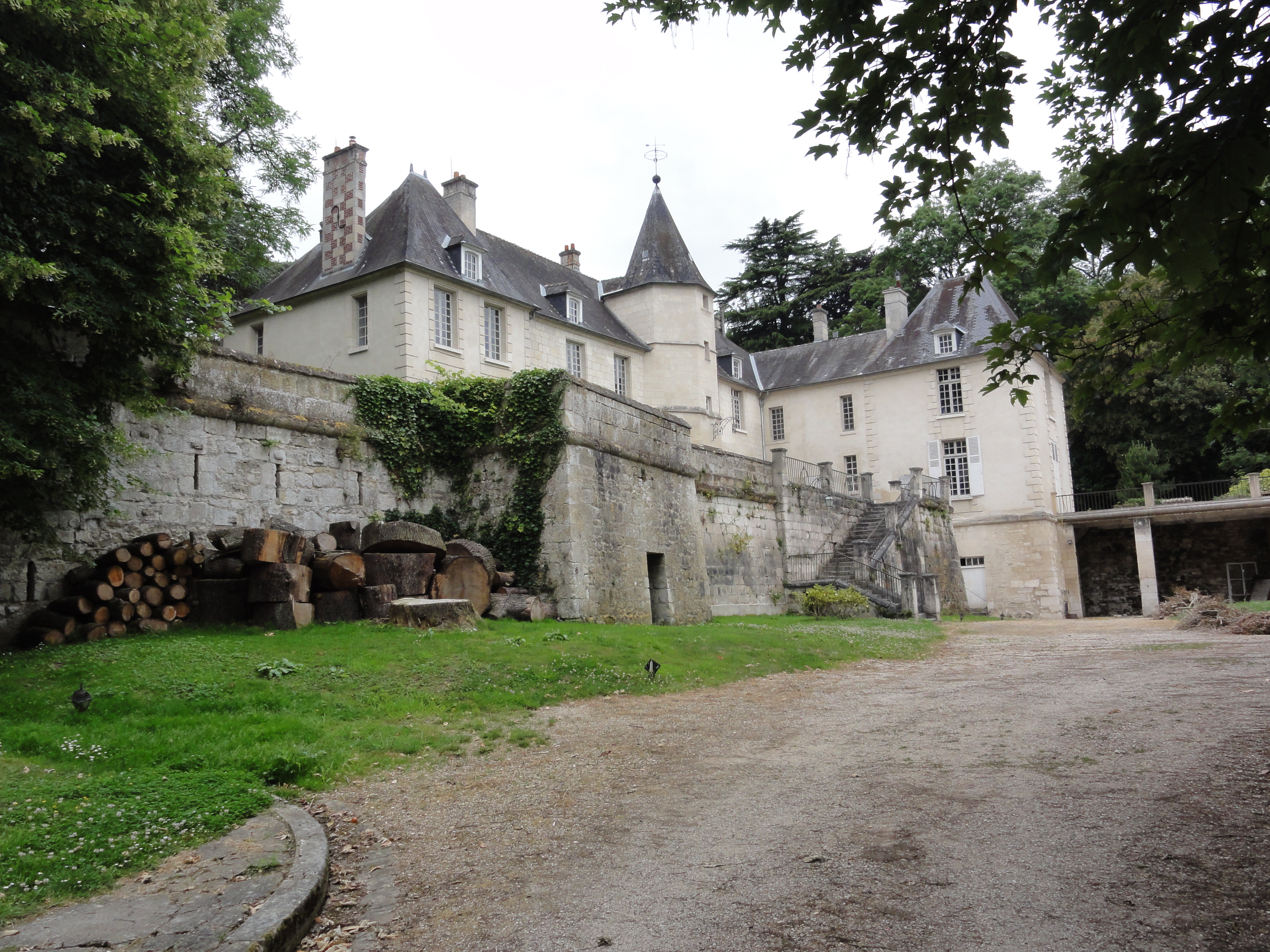
Château de Mazancourt.
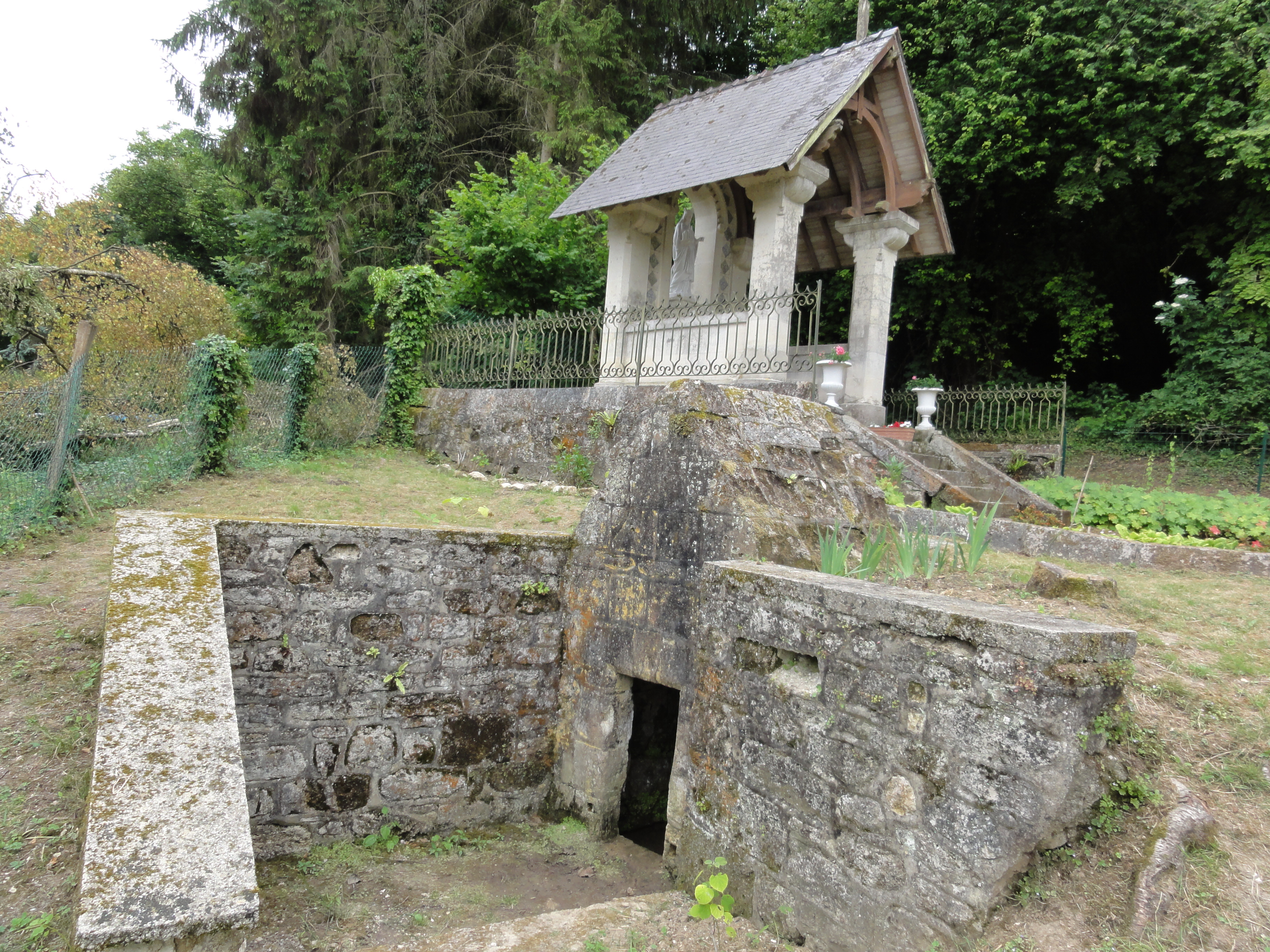
L'Oratoire et la fontaine Sainte-Clotilde.
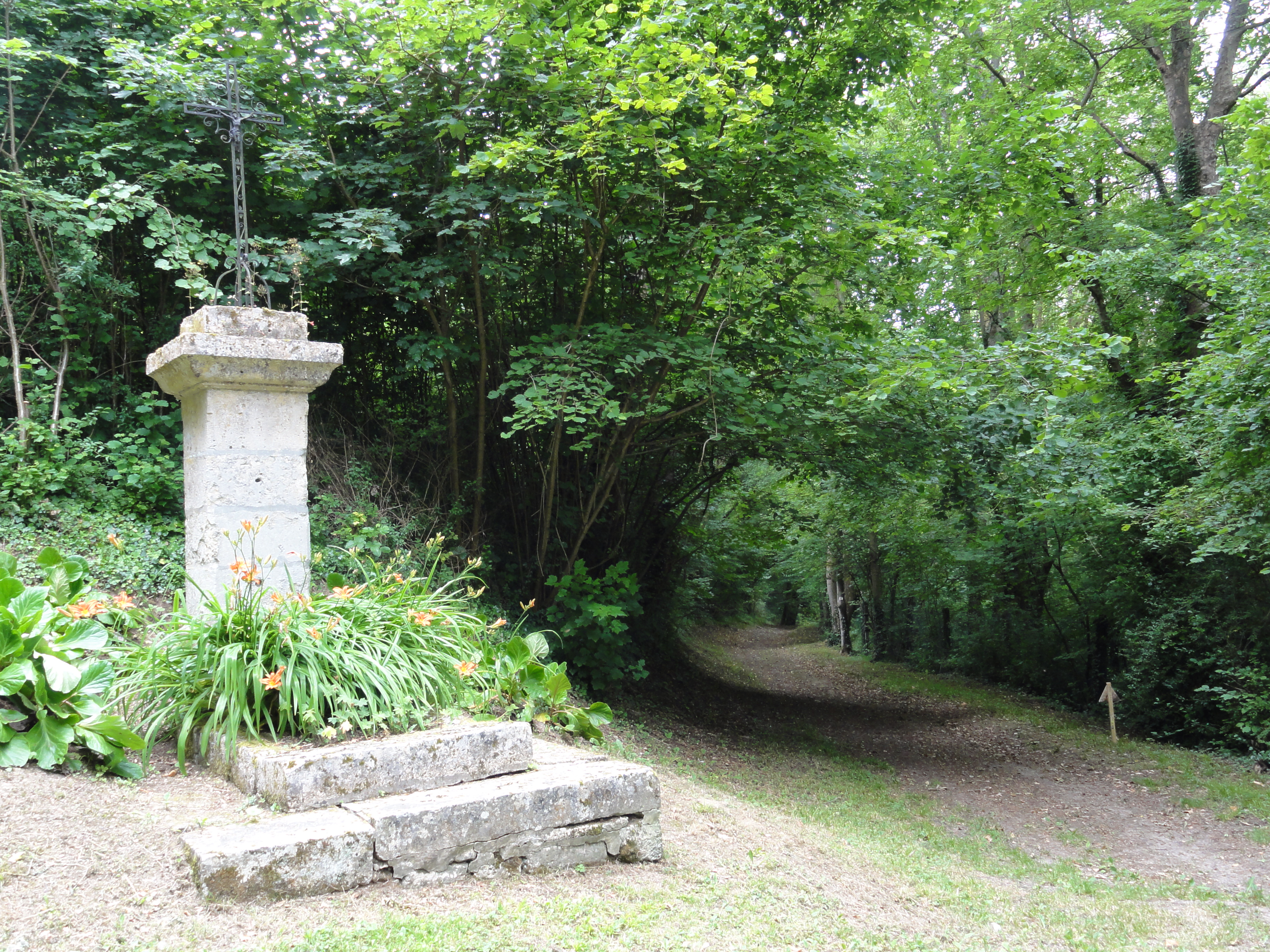
Croix de chemin à l'entrée du chemin de procession vers la chapelle.
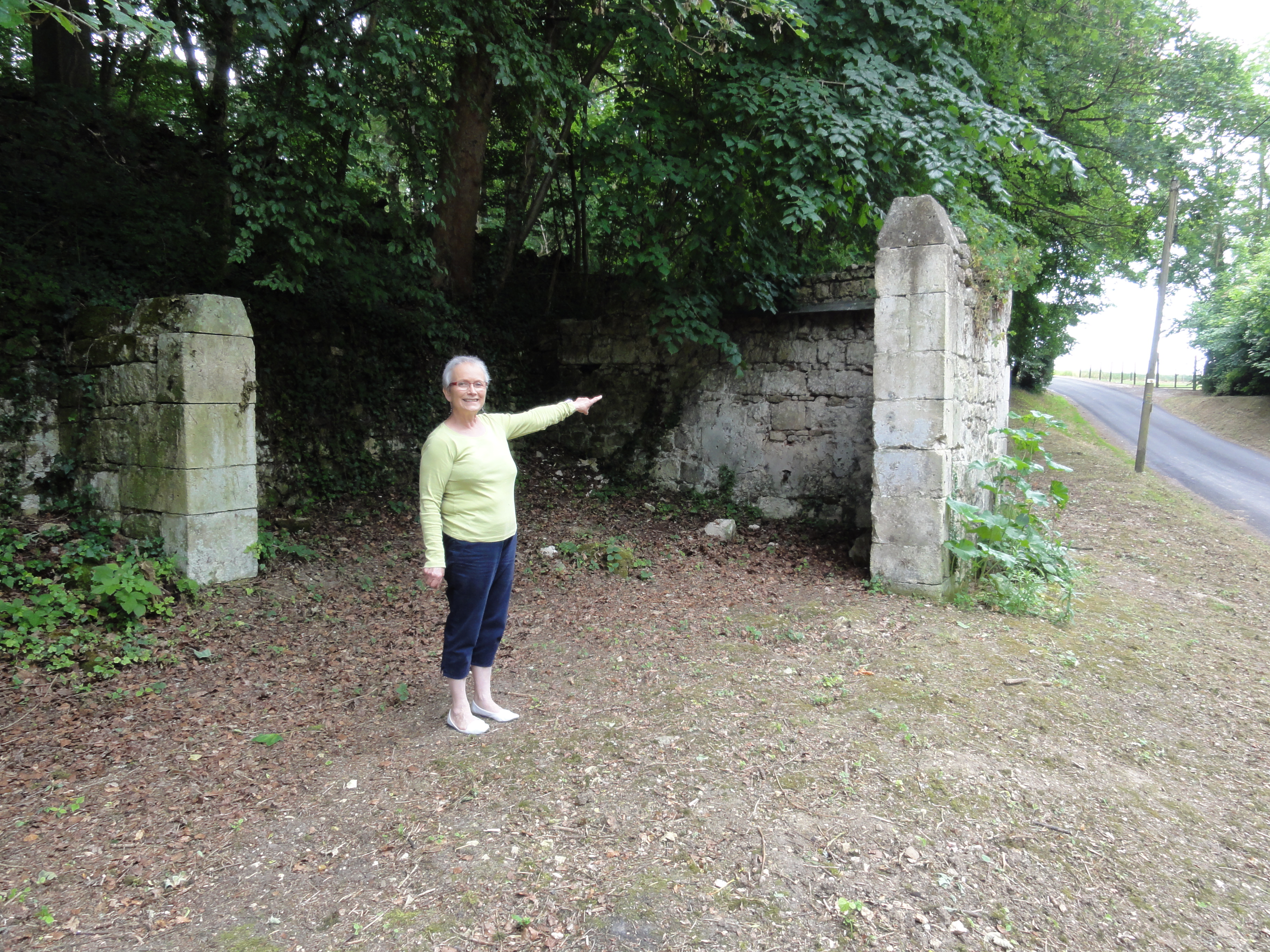
Mur de la Compagnie de tir à la carabine, XIXe siècle.

### Personnalités liées à la commune
- Charles-Nicolas Bourgeois (1748-1804), homme politique, député au tiers état aux États généraux de 1789.
- Auguste Constant Cauchemez, Grand officier de la Légion d'honneur, général né en 1844 en la ferme Mauperthuis[26].
- Gabriel-Auguste de Mazancourt.
- La famille Lavoisier, puis Rumfort puis sa nièce Jeanne Rimey de Sugny y possédaient la ferme l'Essart et le château.